# هونان تلویژن
هونان تلویژن (انگلیسی: Hunan Television; چینی ساده: 湖南卫视; چینی سنتی: 湖南衞視; پین‌یین: Húnán Wèishì) یک ایستگاه تلویزیونی ماهواره‌ای است که به‌طور رسمی در ۲۹ سپتامبر ۱۹۷۰ تأسیس شد و اکنون پس از شبکه سی‌سی‌تی‌وی-۱ که متعلق به تلویزیون مرکزی چین است، دومین کانال پربیننده در چین به‌شمار می‌آید، اگرچه هونان اس‌تی‌وی گاهی اوقات از شبکه سی‌سی‌تی‌وی-۱ از نظر آمار بینندگان پیشی می‌گیرد.